# 移睾棘口吸虫
移睾棘口吸虫（学名：Echinostoma cinetorchis）是棘口吸虫科棘口吸虫属之下的一個吸虫物種。

## 分佈
分布于日本、台湾岛以及中国大陆的福建、四川、吉林等地。

## 宿主
营寄生生活。本物種的第一中間宿主是扁蜷科的半球多脈扁螺；而第二中間宿主計有：泥鳅、兩棲類的蛙、蟾，又或同屬腹足綱的耳萝卜螺、田螺科物種、又或半球多脈扁螺本身；而終極宿主有：犬、人、褐鼠及田鼠。移睾棘口吸虫的虫卵透過終極宿主的糞便往外界移動，從而讓ミラシジウム在水中孵化。

## 參看
- 棘口吸虫症（日语：棘口吸虫症）

## 外部連結
- 維基物種上的相關：移睾棘口吸虫
- 寄生蟲學-Nematoda(線蟲)-Echinostoma spp.(棘口吸蟲) （页面存档备份，存于）